# 南淵明宏
南淵 明宏（なぶち あきひろ、1958年3月3日 - ）は、日本の心臓血管外科医。医学博士。昭和大学横浜市北部病院循環器センター教授。年間200例の心臓バイパス手術を執刀した実績を持つ。

## 経歴・人物
奈良県橿原市生まれ。大阪市立苗代小学校を経て、東京都東村山市にある明法中学・高等学校を卒業後、奈良県立医科大学医学部医学科に入学し、1983年に卒業。奈良県立医科大学第三外科（心臓血管外科）に入局するも、国立循環器病センターで研修を受ける。
2000年、医療過誤により死亡した元患者の遺族に協力したため勤務先の病院に解雇された等と雑誌やテレビで発言したため、病院から名誉毀損で訴えられた。2004年8月4日の横浜地裁判決では、南淵の主張する病院からの嫌がらせや圧力の事実を否定、南淵が無断で他の病院でアルバイトをしたりベンツの供与を受けていることが発覚したために退職を求められ、本人もこれを了承して退職したと認定。南淵の発言は真実ではなく、真実と信じるについて相当の理由もないとして名誉毀損の成立を認めた。なお、この判決は控訴取り下げにより確定している。
東京大学医学部を批判しており、「受験勉強ができるというのは、単にクイズができるだけなんです。医者の資質とは別物です。東大医学部出身の医者で尊敬できる方を、私は一人も知りません。東大の医者の特徴は、リスクを取らないことです。減点方式の競争を生き抜いてきて、しかもプライドが高いせいか、とにかくミスを恐れる。処置に迷ったら、とりあえず『経過観察』で逃げる。医者にとってリスクを取らないというのは、無能を意味します。たとえば、私のような外科医には、とにかく手術の結果が求められます。その際必要とされるのは、リスクを乗り越えるためのアスリート的な精神力ですが、東大生にはそれがない」、と述べている。

## 主な著書
- 僕が医者を辞めない理由（2005年、羊土社）
- 心臓外科医の挑戦状（2004年、中央公論新社）
- 心臓外科医～僕が医療現場をあえて世間にさらけ出す理由～（2003年、講談社）
- 心臓は語る（2003年、PHP研究所）

## 出演番組
- 主治医が見つかる診療所
- 博士も知らないニッポンのウラ（2007年12月3日ゲスト ミランカ）
- ジョブチューン アノ職業のヒミツぶっちゃけます!（2011年 TBS）
- 爆笑問題のニッポンの教養（2012年2月16日ゲスト NHK）
- 人生が変わる1分間の深イイ話（2012年7月23日　日本テレビ）
- 人生の正解TV〜これがテッパン!〜（2013年6月21日　フジテレビ）
- 世界に誇る50人の日本人 成功の遺伝史（2013年12月30日　 日本テレビ ）
- L4 YOU!（2016年11月16日、テレビ東京）
- 総合診療医ドクターG（2016年11月16日　NHK）

他多数